# Cosmin-Cristian Viașu
Cosmin-Cristian Viașu (n. 6 mai 1976, Agrij, România – d. 21 ianuarie 2022, Zalău, Sălaj, România) a fost un senator român, ales în 2020 din partea USR. 